# Lithia Springs
Lithia Springs est une census-designated place située dans le comté de Douglas, dans l’État de Géorgie, aux États-Unis. Lors du recensement de 2020, elle comptait 16 644 habitants.